# ガーディアン (しゅごキャラ!)
ガーディアンは、PEACH-PITの漫画作品『しゅごキャラ!』およびそれを原作としたアニメ作品『しゅごキャラ!』『しゅごキャラ!!どきっ』『しゅごキャラ!!!どっきどき』に登場する架空の団体。

## 概要
聖夜学園小の生徒会的存在。代々キャラ持ちの子供たちだけが引き継いでいるため、欠員が出ることもある（このことは普通の生徒たちには知られていない）。役職はKチェア（キングスチェア）、Qチェア（クイーンズチェア）、Jチェア（ジャックスチェア）、Aチェア（エースチェア）と特別役職のジョーカー。ジョーカーに限りハンコ押しなどの事務的な仕事がなく、主に×たま狩りや×たま絡みの事件の解決が役職の主軸となっている。ガーディアンではロイヤルケープを着用することになっており（あむは、着用していない）、男子はKチェアとJチェア、女子はQチェアとAチェアに付く事になっている（ジョーカーについては男子と女子のどちらが付くかは不明）。
現在のガーディアンには、Jチェアの者はキャラチェンジした唯世と2人きりの時、絶対服従しなければならないという裏ルールがある。空海曰くそれは「唯世なりの甘え」とのこと。
本作に登場するガーディアンメンバーは以下の通り（詳細は後述を参照）。
単行本1巻〜3巻
- ジョーカー：日奈森亜夢
- Kチェア：辺里唯世
- Qチェア：藤咲なでしこ
- Jチェア：相馬空海
- Aチェア：結木やや

単行本4巻 - 6巻
- ジョーカー：日奈森亜夢
- Kチェア：辺里唯世
- Qチェア：真城りま
- Jチェア：三条海里
- Aチェア：結木やや

単行本7巻 -
- ジョーカー：日奈森亜夢
- Kチェア：辺里唯世
- Qチェア：真城りま
- Jチェア：藤咲なぎひこ
- Aチェア：結木やや

アニメオリジナル
- 見習い：柊りっか
- 見習い：一之宮ひかる

終了後
- ジョーカー：なし
- Kチェア：一之宮ひかる
- Qチェア：柊りっか
- Jチェア：三条海里
- Aチェア：結木やや

## メンバー
本記事では過去に所属した人物も記述する。
日奈森 亜夢（ひなもり あむ）
声 - 伊藤かな恵
身長152cm。9月24日生まれのてんびん座。血液型はO型。
好きな科目は音楽。嫌いな科目は家庭科。クラス 聖夜学園小6年星組。好きな色は赤。好きな食べ物はオムレツ。趣味はウィンドウショッピング。苦手なものはオバケ、オカルト。好きな言葉は「なかよし」。得意技はキャラなり。欲しいものはH.NAOTOのスカート。じゃんけんが弱い。
本作の主人公。聖夜学園に通う小学生。物語開始時は4年生（アニメ版では5年生）で、後に進級していく。しゅごキャラはラン、ミキ、スゥ、ダイヤの4人。作中での表記はあむ。名前の由来は「I am〜」のamから。
チャームポイントはピンクの髪と×マークの髪飾りで、キャラチェンジ時には各キャラに合わせて飾り部分の形が変化する。ヨルからは「バッテンムスメ」と呼ばれることがある。結構地獄耳。口癖は「バカじゃん?」。オカルトが苦手。学校では「クールでカッコいい」と評判だが、実際は口下手で素直になれないだけであり、繊細で恥ずかしがり屋なごく普通の少女。母・みどりにゴスパンクの服を着せられていることも誤解の要因となっている。周囲への影響力を少なからずは持っている。
キャラチェンジ時の効果に付いては、ラン、ミキ、スゥ、ダイヤの項目を参照。なおこれまで自分のしゅごキャラ4人以外にも、歌唄のしゅごキャラであるエル、イルと、ゲームではヨルともキャラなりをしている。
ガーディアン入りするまでは友人と呼べる相手はひとりもおらず、クラス内でもかなり浮いた存在だった。「クール&スパイシー」という外キャラが1人歩きしている現状に悩んでいたある日、3人の「しゅごキャラ」を授かり、様々な出来事に巻き込まれていく。
キャラ持ちになりガーディアンに勧誘されたが、唯世の真剣な思いに心打たれながらも「ロイヤルケープを着たくない」という理由で断っていた。しかし、「キャラなり」ができることと「ハンプティ・ロック」が持ち主と認めたことにより強制的に特別役職のジョーカーに任命される。紆余曲折を経てガーディアン就任を了承し、現在は「ハンプティ・ロック」を譲り受け常に身に付けている。
当初から唯世に憧れているが、次第にイクトのことも意識し始める。さらには空海やなぎひこ等他の男子にもときめいており、かなり気が多い。自分でも異性への気の多さを悩んでいた。一方で海里からの思いには気付かなかったため告白されパニックになる。後に唯世からも告白を受け、驚きのあまり一時魂が抜けるほどだった。イクトからも、彼が日奈森家に居候していた際に一応告白めいた言葉を受けていたが、過去に度々からかわれたこともあり本気と受け取っていなかった。しかし告白を嘘だと否定した時のイクトの傷ついた表情を見て罪悪感を覚える。
なでしことは親友だが、その正体がなぎひことは気付いていない。またりまとは当初打ち解けられなかったが仲の良い友人となる。歌唄に関してはイクトを巡って対立を繰り返す反面、イースター社に服従せざるをえない彼女を心配しており、後にブラックダイヤモンズ計画によって本格的に歌唄が道を踏み外しそうになった際は、「歌唄の事が好きだから」と必死に叫びながら彼女を引き留め、現在はお互い「友達」と認めるまでになった。唯世曰く「あむと歌唄の輝きは似ている」とのこと。
6年生へ進級時にラン、ミキ、スゥに続きダイヤのたまごを産むが、周囲の環境変化が重なったため不安が心のトラブルとなって孵化する前にダイヤは一時×たま化した。空海の卒業、なでしこの留学、ガーディアン新メンバーと馴染めなかったことに加え、クールな一面が和らぎ始めたのに「らしくなくなった」と勝手に言われ「自分らしさとは何か」が分からなくなったことが主な要因であった。その後×キャラ化したダイヤは歌唄の下に留まっていたが、あむが「自分の輝きを信じる」と迷いを断ち切ったことで×が取れてあむの元に戻り、キャラなり「アミュレットダイヤ」となった後、たまごに戻っていった。
ブラックダイヤモンズ作戦を阻止した後、ヨルに連れられ自分の家にやって来たイクトに家族には内緒という条件で居候を認めるが、母・みどりに発見され、また唯世の知る所ともなった。その際、自分を巻き込まない為に、わざと唯世を傷付ける発言をしたイクトと、彼が直後にイースター社に攫われたために助けて欲しいと懇願したヨルを一度は突き放すものの、和解した唯世からイクトの身の上を話されて、ガーディアンの面々と共にイースター社に連れ去られたイクトの救出に向かうことを決意する。
イクト救出のため辿り着いた電波塔では唯世とイクトが戦うこととなるが、この事に疑問を感じたあむは「女の子（私）には女の子（私）の戦い方（役割）がある」と信じ「ダンプティ・キー」で「ハンプティ・ロック」を解錠。その際流れたエネルギーの渦の中でイクトの過去の記憶を見たあむは「イクトが本当に欲しいもの、なりたい自分」に気付き、ダイヤとの対話の中で自分の役割への回答を見つけ出し、キャラなり「アミュレットフォーチュン」となった。
御前がひかるで、彼のこころがからっぽであることを知り、彼が心の底から求めているものを分からせるきっかけを作った。
イースター社と決着が付いた後はイクトをさらに意識するようになり、「ずっと変わらず傍にいて欲しい」と願うようになったが、突然別れを告げられる。理由が父親探しも兼ねた音楽留学と知って、イクトの音楽や父親に対する愛情に理解を示すものの、ショックを隠し切れず行き場の無い不安感と寂しさに苛まれるが（この際あむの落ち込みっぷりを見たランの「イクトを好きになっていたのか」という問いかけに対しては歯切れ悪く「まだ分からない」と答えている）、彼の決意の固さを知り、彼を見送りに行った空港にて「イクトがお父さんを見つけるか、自分がなりたい自分を見つけるか、どっちが早いか競争しよう」と持ち掛けた。またその際イクトから正式に告白を受け、頬にキスをされた。
卒業式の日の朝、ラン・ミキ・スゥの3人がしゅごたまと共に消えてしまったことに気付き、唯一残ったダイヤから「もういない」と聞かされショックを受けるが、彼女に頼んで3人を探すこととなる。
前までは変わることに少し怖れを感じていたが、今は楽しみにしており、そのことによってしゅごキャラが戻ってきた。
キャラなりはアミュレットハート、アミュレットスペード、アミュレットクローバー、アミュレットダイヤの4形態はトランプのスートに割り当てられている。アニメ第1期ではキャラなり時には各しゅごキャラのイメージカラーの光を放っていたが、第2期ではアミュレットハートと同じ色に統一される。
あむのしゅごキャラ
あむのしゅごキャラについては、初期に生まれた3人はキャンディーズのメンバーの愛称から名前を取られている。全員トランプのスートがモチーフだが初期設定では、ランはさくらんぼ、ミキはりんご、スゥは柑橘系とフルーツをモチーフに考えていた。キャラチェンジの際、あむの髪飾りはしゅごキャラのものと同じ形状になる。あむの卒業式を翌日に控えた夜にダイヤ以外の3人が突然消えるが、のちに戻ってくる。
ラン
声 - 阿澄佳奈
最初に生まれたあむのしゅごキャラ。ピンクのサンバイザーと赤系のチアリーダー風の服を着用しており、頭にハート型の髪飾りを付けている。明朗快活で素直な性格。運動と応援が得意で、静かにすることが苦手。
キャラチェンジ時の主な能力は身体能力の向上。言動は素直で快活、行動的になる。掛け声は「ほっぷ、すてっぷ、じゃーんぷ」。足首や手首に光の羽を出現させ、半ば空中飛行のような跳躍をも可能にする。
ミキ
声 - 加藤奈々絵
2番目に生まれたあむのしゅごキャラ。髪型はショートカットに近いボブカットで、スペード型の飾りがついた水色のキャスケットをかぶっている。ハーフパンツなどを青系でコーディネートしたボーイッシュな服装で、ショルダーバッグを提げている。一人称は「ボク」。芸術家肌で、超一流のデザイナーと自負する腕の持ち主。知性派で真面目な性格だが、一方で惚れっぽい一面もある。また感覚が優れており、ナゾたまの気配には最も敏感である。
演じている加藤はインタビューやラジオでミキを「1番あむに似ている。」「ちびあむちゃん」と言っている。
キャラチェンジ時の主な能力は芸術センスの向上だが、本人は能力を無闇に乱用される事を嫌っている。ランやスゥの場合と異なり性格はあまり変化しない。また、服のコーディネートも可能になる。掛け声は「ドルゥ、ドロゥ、ドロゥン」。
スゥ
声 - 豊崎愛生
3番目に生まれたあむのしゅごキャラ。髪型はショートカットだがサイドだけを長く伸ばし、カールを巻いている。薄緑の三角巾と緑系のメイド風の服を着用し、クローバー型の髪飾りを付けている。「〜ですぅ」が口癖。かなりの天然ボケでマイペースな性格。菓子作りを始めとした家事全般を得意とする。
キャラチェンジ時の主な能力は家事能力の向上で、魔法じみた力も発揮する。キャラチェンジ中の言動はかなり女の子らしいものになる。掛け声は「ちっぷ、しろっぷ、ほいーっぷ」。
二階堂に誘拐され、人工エンブリオ作りの材料とされかけたが、結果的に彼を改心させることとなった。その後も彼のことを気にかけており、仲の良い描写が多い。
ダイヤ
声 - 伊藤かな恵
4番目に生まれたあむのしゅごキャラ。ダイヤという名前は他のあむのしゅごキャラ3人とは違い自分から名乗ったものではない仮のものである。あむが6年進級時に不安を抱えたことで×キャラ（通称「×ダイヤ」）になった時は金髪のポニーテールでダイヤの上に大きく×が付いた髪飾りを付けており、服は黒いワンピース、肌も色黒であった。普通の×キャラとは異なり普通に会話をしていた。×が取れた後は色白でオレンジ色の髪をツインテールにしており、黄色のワンピースを着用して大小のダイヤ型の髪飾りがついたカチューシャとステージ用のピンマイクをつけている。
×ダイヤ時はあむを持ち主と認めておらず、たまごのまま歌唄の元へ行く。たまごから孵ってからは人やしゅごキャラの心を読むことができた。あむが「自分の輝きを信じる」と言ったことで×が取れ、騒動後はたまごに戻っていった。その後、あむが「イクトの本当の願い」「自分がイクトにしてあげられる事」に気付いたことにより再び孵化しキャラなりする。

アミュレットハート
ランとのキャラなり。ピンク色を基調としたへそ出しルックのチアリーダー調コスチュームを着用し、大きな赤いハートで飾られたサンバイザーを被る。この時、髪型はサイドポニーになる。また首と腰に長い赤いリボンを蝶結びに結んでいる。武器はポンポン。胸元にはハンプティ・ロックが付き、これはあむの他のキャラなりも同様。俊敏な動作が可能なため直接攻撃時や移動追跡時など最も使用頻度が高い。ハートスピーダーの登場後は飛行能力が向上する。
×キャラおよび×たまの浄化技はオープンハート。「ネガティブハートにロックオン！」の掛け声と共に、両手でハート型を作って対象に標準を合わせ、ハンプティ・ロックより手を通じて浄化エネルギーを放つ。アニメ版第54話からはパワーアップし、標的を指さすことで照準を合わせ、ネガティブハートになっている×化したナゾたまをキャラなりした人間ごと浄化する。
アミュレットスペード
ミキとのキャラなり。青色を基調とした衣装で、フリル付きの白いブラウスとホットパンツ、ガーターベルトで吊った青と白のボーダーのガーターストッキングを着用し、青いスペードの飾りがついた大き目のキャスケットを被る（この時、後ろ髪はキャスケットの中にしまわれる）。巨大な絵筆を武器とし、複数の標的など広範囲に攻撃が可能な技が多い。浄化技はアミュレットハートと同様のオープンハート。
アミュレットクローバー
スゥとのキャラなり。緑色を基調としたバルーンスカートのメイド服を着用し、緑のクローバーの飾りがついたカチューシャ（ヘッドドレス、ホワイトブリム）を被る。この時、髪型はツインテールになる。リボンとクローバーの付いた泡立て器を武器とする。アニメ版では中央にクローバーが描かれたフライパンで防御をする。アニメ版では通常の必殺技以外にも、その場に合ったお菓子を作って危機を回避することもある。浄化技はリメイクハニーで、アニメ版ではオープンハートも使用する。
アミュレットダイヤ
ダイヤとのキャラなり。薄い黄色の短いワンピースに、同じ色をしたサイハイブーツを履く。インカムマイクをつけている。この時髪型はツインテールになり（アミュレットクローバーとは形が異なる）、マイク型の武器を持っている。このキャラなり時のみヘッドフォンマイクの黄色いダイヤの飾りが2つになる。武器は星型のエネルギーで、アニメ版では浄化技としてオープンハートやトゥインクルホールドを使用する。
アミュレットエンジェル
エルとのキャラなり。白とピンクを基調とした背中に羽の付いたフリフリの、赤いリボン付きドレスを纏う。頭に小さな羽根のアクセサリー、胸元にはハンプティ・ロックが付く。キャラなり中は特にアニメ版においてエルの影響を受けて口調や行動が従来の変身ヒロインを意識したものに変わることがある。ラン、ミキ、スゥが登場時の演出を手伝わされたこともある。エルの似顔絵と「負けました」という字が書かれた白旗が出る技ホワイトフラッグなどを使用する。
アミュレットデビル
イルとのキャラなり。胸の部分が赤いコウモリの形になり、同じくコウモリをモチーフにした赤いホットパンツを穿く。悪魔の頭部を象った黒い帽子を被り、紅と白のボーダーのサイハイソックスを着用する。悪魔の尻尾がつき、ブーツには小さい悪魔の羽が左右の足に2つずつ付く。露出度はかなり高い。ギターを使用する。

アミュレットフォーチュン
唯世とイクトがこれ以上傷つけ合うのを見たくないあむの想いがきっかけで覚醒した、ラン、ミキ、スゥ、ダイヤの4体合体によるキャラなり。全体にレースやフリルをあしらった白い花嫁風の衣装にハイヒール。大きなリボンと四葉のクローバーの付いたヘッドドレスを被り、胸元にも大きなリボンとハンプティ・ロックが付く。クローバーには赤・青・緑・黄のクリスタルがはめられ、頭と胸元のリボンには同色の、やや薄めの色のラインが引かれている。長時間の持続はできない。浄化技はオープンハートフルボリューム。
辺里 唯世（ほとり ただせ）
声 - 高木礼子
身長154cm。体重42kg。3月29日生まれのおひつじ座。血液型はB型。
好きな科目は国語。嫌いな科目はなし。クラスは聖夜学園小6年星組。好きな色は白。好きな食べ物はつくしのつくだ煮。趣味はさんぽ。苦手なものはハムスター。好きな言葉は「おもいやり」。得意技はじゃんけん。
第1話から Kチェアを務める少年。通称：王子。あむと同い年。あむの6年生の時のクラスメイトであむの初恋相手かつ憧れの人。しゅごキャラはキセキ。
ブロンドの髪で長いアホ毛が1つ飛び出ている。花粉症持ち。家は純和風で、部屋の中もきちんとしている。愛犬家である。数年前に倒れた祖母のことを大切に思い、頻繁に花を買ってはお見舞いに行っている。
幼い頃から祖母に強い人間になるよう教育されていたが極度の恥ずかしがり屋で、それが彼のコンプレックスであり、キセキが生まれる切っ掛けとなった。しかし今でも大勢の前で話すのも告白されるのも苦手で、必要に迫られるとキセキとキャラチェンジしている。普段は大人しいが「王子」と聞く（聞き間違いも含む）と、キャラチェンジして真性の王様キャラとなり「夢は世界征服」等と豪語する。そのためガーディアン内で「王子」は禁句。アニメ版では素の状態でも世界征服ということがある。キャラチェンジ時は小さな王冠が頭に付く。落ち込んだ時には王子という言葉にさえ反応せずキャラチェンジはしない。キャラチェンジは他人が解いたこともある。アニメ版でクラスメイトが「〜王子」と言った時、キャラチェンするが、りまが唯世の頭にバケツをのせ、クスクスが「いち、に〜、さぁん」と言ったら、キャラチェンが解けた。第22話ではキャラなりし、「プラチナロワイヤル」になった。
無意識のうちに女性の心をくすぐる言動をしている天然プレイボーイ。得意技は相手に自分のお願いを聞かせる「キラキラ光線」。ただしこの技はなぎひこに対して行っても効かなかった。アニメ版では親衛隊なるものも存在し、モテている。幼い頃死んだ飼い犬のベティが好きだったため、あむからの告白を一度断っていたが、その後「アミュレットハート」に好意を抱くようになった。
後に「素のあむ」のことも意識し始め、あむの気持ちを今まで傷付けてきたと謝罪し「今更だが好きになってもいいか」と告白した。なお「先に告白した海里に悪い」と付き合うことは要求しなかった。現在はあむを「あむちゃん」と呼び、また「もっとちゃんと好きになりたい」と思っている。しかし一方でイースター社との最終決戦にてイクトがあむを好きだということと、あむがイクトに惹かれ始めていると感じ取り、「ぼくはいつでもここにいる。だから、あむちゃんは自分の行きたい道を選んで」と「もしあむがイクトを本当に好きだと認める段階になった時は身を引く」という素振りを見せてもいる。
イクトと歌唄とは幼馴染みであり、幼い頃はイクトを「おにーたん」と呼んで（成長後は呼び捨て、イクト救出、和解後は「兄さん」）慕っており、いつも歌唄とイクトのとり合いをして喧嘩していた。しかしその後イクトが何も言わず姿を消した事、突然帰ってきたイクトに「ダンプティ・キー」を奪われた事、その際（偶然であったが）祖母が倒れ、ベティが死んでしまったのにイクトが何も弁解しなかった事から、一転して敵対心を抱き両親（特に母親である瑞恵）の心理的虐待や影響もありイクトをよく「ドロボウ猫」「不幸を運ぶ黒猫」などと呼ぶようになっていた。
イクトがあむの部屋に居候していたこと、また告白を彼に盗み聞きされていたことを知り、大きなショックを受ける。だが空海と話す内に、イクトへの嫌悪感が過ぎたために大切な事を見失っていたと気付き、「イクトを含め皆に幸せになって欲しい。だから自分は、自分を取り巻く小さな世界を守る王様になろう」という結論に達した。また無闇に拒絶はせずにイクトの本心を知りたいと思うようになる。イクトを電波塔の決戦で救出した後は彼と共闘し、あむの×たま浄化をサポートした。
イースター社との決戦後、実はイクトが「ダンプティ・キー」を返そうと過去に辺里家を訪れていた事と母・瑞恵がそれを叩き返していた事を知り、そうとは知らずイクトに酷いことを言った事を謝罪した。また祖母から、自分の容体悪化やベティの死はイクトが原因でないと聞かされ、ベティがイクトのバイオリンの音色に送られて安らかに他界したと知り涙を流した。そして今ではイクトに謝罪し、和解しているが、恋のライバルとして敵対している。
自分でも、おとなしい王子様キャラはもう終わりと言っており、最終巻の12巻ではかなり積極的になっている。大人の姿は見た目は天川司とそっくりであり、性格もだんだん似て来ているとのこと。
キセキ
声 - 三宅華也
唯世のしゅごキャラ。顔は唯世に似ているが、性格はクールでツンデレ気味。服は典型的な王子様ファッションで、王冠をかぶり、マントを着用している。命令が特技で、服従が苦手。唯世とともに花粉症。キャラチェンジで掛け声はない。
アニメ版では他のしゅごキャラをしばしば集め、エンブリオを探し出すための作戦会議を開き、統括的立場に立とうとしているが、実際には他のしゅごキャラは暇を持て余して集まって来ているに過ぎない。
ブラックダイヤモンズ計画始動の際にキャラなりする。
プラチナロワイヤル
キセキとのキャラなり。頭に王冠を被り、胸元・腕・ズボンの裾にフリルとリボンが付き、白いマントを羽織る。武器はステッキで、剣にも変化する。原作で唯世は「ホワイト王子」と認識しているが、アニメ版では全体がライトイエローを基調としているためカットされた。浄化技はホワイトデコレーションや、アミュレットハートとの協力技であるプラチナハート。
藤咲 なでしこ / なぎひこ（ふじさき なでしこ / なぎひこ）
声 - 千葉紗子
7月4日生まれのかに座。血液型はAB型。
第1話から第14話までのQチェアで第27話からのJチェアの少年。あむと同級生。あむの5年生の時のクラスメイトで、親友。しゅごキャラはてまりとリズム。イースターミュージック所属の演歌歌手・香川まさしのファンで、イースター社がエンブリオを狙っていることが判明後も変わっていない。
男子が女形舞踊を学ぶためには子供の間は女の服を着て、女の名前で暮らさねばならないという藤咲家の家訓により、当初は、なでしこの名前で女子として振舞っていた（そのため声もなでしこ時となぎひこ時で異なっている）。てまりとキャラチェンジをすると桜の花の髪飾りがつき、口調は広島弁風のヤクザ調、性格も好戦型になり薙刀を武器とする。
髪が非常に長く、なでしこ時は、長い黒髪を花の付いた髪飾りで束ね、一見すると淑やかな美少女だった。料理（特に洋菓子）作りが得意。あむがガーディアン入りを断った時、あらゆる手段で懐柔しようとした策略家の面もある。助言をするなどあむの恋を応援し、見守っている。また、友情とは別のニュアンスで好意を抱いているようにも見えた。家はとても豪華で日本舞踊を習っている。イクトを「黒ネコさん」と呼ぶ。
なぎひこ時は髪を解いている。なぎひことしての性格は女子には紳士的だが、男子には辛辣な言動が目立つ。本人はあくまで真剣なので女装のことを面白半分で言われるのが許せず、唯世や興味本位で女装のことを尋ねた空海に、スカートを笑顔で強引に穿かせたこともある。力は見かけに拠らず結構強い為、なでしこ時は、正体がバレないよう力を抑えていた。またバスケットボールが好きだったが、女性らしくあるためにその欲求も抑えていた。
初めてなぎひことしてあむと会った時には「なでしこの双子の兄」と名乗った。あむには女装期間が明けたらちゃんと話すつもりだったが、依然打ち明ける機会に恵まれず、罪悪感に苛まれ続けている。その為隠し事をする辛さに関してはイクトに共感を覚える部分も多い様子で、唯世にその辛さを諭し、イクトへの理解を求めた。原作最終話において、二階堂とゆかりの結婚式にどさくさに紛れてあむに自分がなでしこであることを明かした。
6年生になった春、踊りの表現の幅を広げるためにヨーロッパへ留学したが、修業中に成長してゆく自分の体に「女らしくあり続けること」への不安を感じスランプに陥り、なぎひことして一時帰国する。それによりてまりも一時たまごに戻り、同時にてまりとは色違いの青いたまごを産んだ。
その後あむ達と冬休みに再会し、初代Kチェア・司の発案でJチェアに強制的に就任させられた。あむの純粋な輝きに怯んだことも引き受けた理由となった。唯世の裏ルールには「もう引き受けてしまったから仕方ない」と諦めているものの隙あらば反撃している。りまからは怪しまれ、非友好的な態度を採られていた。りまにはのぶ子との対面をきっかけに正体が知られることとなる。
イクト奪還作戦中に、新しいしゅごキャラ・リズムが孵り、キャラなり「ビートジャンパー」となる（アニメ版ではリズムの誕生の時期がこれより早く変更されている）。直後、再びてまりが孵り、キャラなり「ヤマトマイヒメ」でりまと共に×たまと×キャラを浄化し、今まで非友好的だったりまの態度が軟化した。
アニメ版では、リズムが孵るまで直接戦闘に参加できないため、作戦立案に貢献していた。
今ではりまに好意を寄せている。一応告白らしきことはしたもののりまにはその思いは届いておらず、りまにはあむが好きだと誤解されている。
てまり
声 - 柚木涼香
なでしこ（なぎひこ）のしゅごキャラ。髪型はなでしこと同じポニーテール。純和風の着物姿で、桜の形の髪飾りを付けている。なぎなたが得意で、どろんこになることが苦手。キャラチェンジの掛け声は「ちん、とん、しゃん」。普段はおしとやかだが、怒ると極道の姐のような性格になる。なでしこの外見は持ち主の「女性的性格部分」が反映されたものであるため、正確に言うと「男の子」である。
なでしことヨーロッパ留学中に「女らしくあること」に不安を感じスランプに陥ったことでたまごに戻ったが、イクト奪還作戦の折に再び孵化し、キャラなりする。
リズム
声 - 宮田幸季
なぎひこのしゅごキャラ。髪型はなぎひこと同じ長髪で、ニット帽とダウンジャケットを着用し、ヘッドフォンを装着したヒップホップのような姿をしている。なぎひこを「ナギー」と呼ぶ。こちらは持ち主の「男性的性格部分」の反映のため外見も完全な「男の子」となっている。
なぎひこがなでしことして踊り修行の為にヨーロッパに留学していた際にたまごとして生まれた。イクト奪還作戦の際に孵り、キャラなりする（アニメ版ではそれよりも早く孵化、キャラなりしている）。キャラチェンジをすると運動神経がよくなり、性格も考えなしに行動するキャラとなる。
ヤマトマイヒメ
てまりとのキャラなり。てまりが人間化したような姿になる。ただしてまりの衣装に加えて着物の襟と袖に豪華なレースが付き、帯の部分には蝶のような形をした飾り帯が付いている。髪飾りもてまりのものより豪華になり、桜の花数が増える。
キャラなり中はなでしこの姿、喋り方をしており、キャラなりを解除した後も髪型はポニーテールのままにすることができる。浄化技はクィーンズワルツ。
ビートジャンパー
リズムとのキャラなり。リズムが人間化したような姿になり、バスケットボールを武器とする。帽子にはこころのたまごとおなじ天使の羽根のマークがある。
キャラなり中はなぎひこの姿、喋り方をしている。
相馬 空海（そうま くうかい）
声 - 阿部敦 / 幼少時代 - 田中晶子
8月17日生まれのしし座。血液型はA型。
第1話から第14話までJチェアを務める少年。あむより1歳年上。しゅごキャラはダイチ。唯世の現在の親友。明朗快活でガーディアン達にとって頼れる兄貴分だが、実は5人兄弟の末子。人使いの荒い兄達からいつもこき使われ憎まれ口を叩くこともあるが、兄達の長所もしっかり理解し大切な存在だと思っている。サッカー部の主将を兼任し、運動神経に優れ体力もある。唯世の裏ルールをやや楽しんでおり、自分が唯世を支えなければと責任感を持っている。勘が鋭く（本人曰く冴木のぶ子の占いより当たる）、あむの心の陰りにいち早く気付き相談に乗った。新メンバーのりまと海里にも、初対面時にもかかわらず普段と変わらない気さくな態度で接した。歌唄とは共通する部分がある。
アニメ版では、学内の女子達による彼のファンクラブがあり、非常にモテる様子。しかし、あくまでファン程度で好きとのこと。唯世との絆に亀裂を生じさせようと二階堂が策略を仕掛けたこともあったが、掛かった振りをしていただけで通用しなかった。幼馴染みの詩音には本人は気付いていなかったが恋心を抱いていたようである。なおアニメオリジナルストーリーでの持ち回（メインとなる回）が多い為、原作よりもより深くキャラクターが掘り下げられている。
チャレンジ精神が旺盛で、様々な事に限界に挑戦してみたいという気持ちからダイチが生まれた。キャラチェンジをすると、星型の髪飾りが付く。第18話では「ハンプティ・ロック」の力で一時的にキャラなりし、「スカイジャック」になった。
現在は初等部を卒業して中等部に進級、中学生となったが、ガーディアンにたまに顔出しはしており、唯世と出かけることも多い。唯世があむとイクトの件でふさぎ込んだ時は相談に乗り、彼とイクトの確執を和らげた。またゆかりと二階堂がケンカした際にも、半ば強制的に作戦に参加させられるなど、今やガーディアンの保護者的ポジションである。
ダイチ
声 - 吉野裕行
空海のしゅごキャラ。Tシャツにハーフパンツというスポーツ選手のような出で立ちで、頭には星型の飾り付きのヘアバンド、腕にはリストバンドをつけている。スケボーが得意で正座をすることが苦手。キャラチェンジの掛け声は「キック、スタック」。
×ダイヤと「ハンプティ・ロック」を巡ってあむと歌唄が対決した際、「ハンプティロック」の影響でキャラなりする。
スカイジャック
ダイチとのキャラなり。ライトグリーンを基調とした衣装で、ベルトと星の腕章付きジャケットとロングパンツ、ブーツを着用する。首に白スカーフを巻き、頭にサングラスと星の飾り、両手に指無しの手袋を付けている。ロケットブースター付きのスケボーに乗り、これは防御や追跡に役立つ。アニメ版ではエネルギー球を繰り出す攻撃技も使用する。
結木 やや（ゆいき やや）
声 - 中村知子
5月25日生まれのふたご座。血液型はO型。
第1話からAチェアを務める少女。あむより1歳年下。しゅごキャラはペペ。
橙色の髪をツインテールにしていて、大きな赤いリボンを付けている。制服も本来結ぶべき女子用のネクタイのかわりに髪飾りと同じリボンを結んでいる。可愛いものとお菓子が大好きで、特になでしこの作るお菓子がお気に入り。甘えん坊でまだ幼い所があり、誰かが密着したり仲良くしたりしている姿を見るとすぐ混ざりたがる。尊敬と羨望のまなざしで見られやすいガーディアンの中で唯一「ややちゃん先輩」と親しみをこめて呼ばれている。あむを「あむち」「あむちー」「あむちん」、りまを「りまたん」、なでしこを「なっちん」、なぎひこを「ナギー」と呼ぶ。あむ、りまとは、姉妹のように仲良し。習い事としてバレエ教室に通っている。実は泳げない。イースターミュージック所属のダーツのファン（なでしこによると、ややの好きな芸能人はよく変わるようである）。
つばさという弟がいて、つばさの育児に両親がかかりきりになったことから赤ん坊であることへの羨望が生まれ、ぺぺが誕生した。キャラチェンジするとよだれかけを付け、巨大なガラガラやおしゃぶり、またアニメ版ではミルクも武器に使う赤ちゃんのような姿になるが、赤ちゃんの性質に影響されて泣き虫となり、あまり戦闘では役に立っていない。第24話では「ハンプティ・ロック」の力でキャラなりし、「ディアベイビー」となった。
以前はつばさを邪険に扱うこともあったが、あむに諭され認識を改めた模様。その後、さらに赤ちゃんキャラに磨きをかけると決意した。現在は精神的な成長が見え、イクトの過去話を聞いて消沈していたあむやガーディアンメンバーを勇気付ける、イクト奪還作戦の折は一人で戦おうと奮闘するなど、以前よりもかなりしっかりして来ている。しかし、あむ達が卒業したら彼女がガーディアンを引っ張らなければならないという現実について、未だにリーダーシップのかけらが見られずぺぺに呆れられている上、ガーディアンについて聞きにきた柊りっかに対しても適当な事を教えたためりまに叱責される場面もある。
ぺぺ
声 - こやまきみこ
ややのしゅごキャラ。髪型はややと同じツインテールだが、大きなリボンの付いたうさ耳帽子とベビー服を着ており、常におしゃぶりをくわえている。語尾に「でちゅ」を付けて喋る。赤ん坊のような外見とは裏腹にややよりもしっかりしており、アニメ第7話においてはてまりに対して「実は男の子?疑惑」を抱いている節が見受けられるなど、勘の鋭さも持ち合わせている。甘えん坊で、怒りん坊が苦手。キャラチェンジの掛け声は「プリティ、キューティ、ラブベイビィ」。
ブラックダイヤモンズ計画阻止作戦の際、「ハンプティ・ロック」の影響でキャラなりする。
ディアベイビー
ペペとのキャラなり。ペペが人間化したような姿になる。武器はアヒルのおもちゃ。
真城 りま（ましろ りま）
声 - 矢作紗友里
2月6日生まれのみずがめ座。血液型はB型。
第16話からQチェアを務める少女。あむと同級生。口癖は「バカみたい」。しゅごキャラはクスクス。
ウェーブがかかった亜麻色の長髪に黒のカチューシャをしている。小柄で可愛らしい容姿だが、女王様気質で毒舌家かつ意地っ張りな性格。あまり自分から行動せず、大抵の事は携帯電話に大量に登録された「めしつかい」（主にクラスの男子）にやらせる。「めしつかい」には「りまさま」「女王さま」等と呼ばれている。得技は嘘泣き。無関心な事には非常に冷めている。男子にモテるが、女子には嫌われており、その点は本人も自覚していた。恥ずかしくなると膝を抱え、ボールのようにうずくまる癖がある。
お笑いが大好きで、『ギャグマンガ大王』というギャグ漫画の大ファン。いい加減なギャグが許せないらしく「笑いは遊びじゃない」と考えている。『ギャグマンガ大王』の作中の決め台詞である「バラバラーンス!」はキャラチェンジで見せるギャグの定番になっている。この「バラバラーンス!」が間違われて使われているのは我慢ならない様子。キャラチェンジするとギャグキャラになり、それを恥ずかしいと思っているために自身のキャラチェンジを非常に嫌がっていた。キャラチェンジ時は目の下に雫と星のワンポイントが付く。登場当初からキャラなりし、「クラウンドロップ」になることができた。
クラスメイトの前でキャラチェンジし落ち込んでいるところをあむに慰められ、仲良くなりつつある。極度の運動音痴だが、球技大会であむの頑張りに影響されて努力を見せ、ギャグ好きという面もクラスメイトに判明したため、クラスの女子とも徐々に打ち解けつつある。
以前に誘拐されかけたことがあり、そのため両親に送迎してもらっているが、このことが負担となっていることもあり両親の仲が芳しくないことやネグレクトされていたことに心を痛めていた。第32話ではあむ達と仲良くなり始めた矢先に母親から帰りが遅くなるためガーディアンを抜けるよう言われるが、あむの説得もありその後もガーディアンを続けており、両親の仲も修復に向かった。
なぎひこが正式にJチェアとして就任した折になでしこがあむの親友だったと聞かされ、対抗意識を燃やす。またなぎひこにも非友好的で、彼に不信感を募らせ、アニメ版では2人のメイン回にてその面がかなり強調されている。イクト奪還作戦中になぎひこの秘密を知りさらに不信感を持つものの、共同戦線を張ったことで信頼が芽生える。卒業式の後にはなぎひこの頭をなでなでするという行動からかなりの信頼感があるとみられる（ただし、本人曰く「なでしことだけ」）。
クスクス
声 - 成田紗矢香
りまのしゅごキャラ。顔には右目の下には星、左目の下にはしずくのマークがあり、ピエロのような姿をしている。いつもクスクスと笑っており、ぺぺのおんぶ遊びに乗るなど子どもっぽいところがある。りまに無断でキャラチェンジを試みることが多い一方で、両親が喧嘩ばかりで心を痛めていたりまを元気付けようとするなど、りま思いな一面もある。
登場当初からキャラなりを可能としている。
クラウンドロップ
クスクスとのキャラなり。真っ赤なピエロの衣装にバレエのチュチュを加えたようなコスチュームになり、頭には大きな赤いリボンが付く。ジャグリングのクラブやロープを自在に操る。浄化技はヤマトマイヒメと同様のクィーンズワルツ。
三条 海里（さんじょう かいり）
声 - 斎賀みつき
6月12日生まれのふたご座。血液型はA型。
第16話から第26話までJチェアを務める少年。三条ゆかりの弟。背が高いので大人っぽく見られるが、あむより2歳年下。しゅごキャラはムサシ。
黒髪の真ん中分けで眼鏡をかけ、頭脳派で几帳面な性格。第21話で変装のため裸眼になると遠くの唯世とイクトの揉め合いを見難そうにしており近視だが、第26話では上空の様子を普通に見ていたことからキャラなりをすると視力矯正もされる模様。さりげない気遣いができ、年齢の割にとても大人びているが、相当な方向音痴。口癖は「以後よしなに」で、妙に古い言い回しを用いる。アニメ版では「おかしな現象には必ず科学的根拠がある」と言っているが、しゅごキャラの存在については日々苦悩している。ガーディアン入り時には活動についてほとんどを予習しており、また情報収集には余念がない。最年少ながらも勝手に仕切ることから、あむとややに「委員長」や「いいんちょ」と呼ばれている。実際、転校前の小学校でもクラス委員長をしていた。ガーディアンのメンバーを「ジョーカー」「K（キング）」のように役職名で呼ぶ。
幼い頃から宮本武蔵に深い憧れを抱いており、ムサシが生まれた。キャラチェンジするとポニーテールのようなちょんまげが付き、木刀を武器として戦う。剣術には優れており、キャラチェンジの状態でもランとキャラなりしたあむを圧倒できたほどである。またアニメ版では木刀を横に構えることで×キャラの攻撃を防いだ。第24話であむを庇おうとキャラなりし、「サムライソウル」となった。
家庭ではだらしない姉・ゆかりに家事などをして献身的に尽くしており、精神的に弱い部分のある姉を支えなければと義務感を抱いていた。また、唯世の世話係をてきぱきとこなす。ゆかりの命令でガーディアンの秘密を探り、その任務中に思いがけずあむに好意を抱く。スパイであることや、おねだりCDを聖夜学園で広めていることを後ろめたく感じていた。しかし初めてキャラなりした後に、イースター社（ゆかり）へのしがらみをふっきり、本当の仲間になった。
改心したゆかりが新しい事務所を立ち上げるのを手伝った後、故郷の山口に戻った。その別れ際にあむに告白し、唯世にライバル宣言をした。
なおその後もアニメ版第69話（アニメオリジナル）等の回想シーン等で登場し、またアニメ版第71話（アニメオリジナル）では再登場を果たし、あむへの気持ちを再確認すると共に再び唯世にライバル宣言をしている。
ゆかりと二階堂の結婚を手伝いに再び登場。ガーディアンらと協力して、二人の仲直りを成功させた。その際なぎひこと新旧ジャックの対面を果たし、意気投合する。最後には、また聖夜学園に転入し、ジャックスチェアになる。
ムサシ
声 - 岡本信彦
海里のしゅごキャラ。海里の宮本武蔵への憧れの心から生まれた。侍のような服装と眼鏡を身につけており、容姿は海里とそっくり。どこか頼りなげな海里を気に掛け、アドバイスをすることもある。中国の漢詩を口にするなど、しゅごキャラの中でも知性派であり、常に物事を小難しく考えている節がある。
ブラックダイヤモンズ計画阻止作戦の際にキャラなりする。
サムライソウル
ムサシとのキャラなり。ダークグリーンを基調とした肩が露出した衣装で、侍のような着物を着ており、袴の腰に2本の日本刀を差している。髪を後ろに括り上げ、薄い衣を牛若丸のように被り、眼鏡が取れる。浄化技はイナズマブレード。
柊 りっか（ひいらぎ りっか）
声 - 江里夏
「しゅごキャラ!!! どっきどき」から登場したアニメオリジナルキャラクターであり、聖夜学園にやって来た転校生。多少赤っぽいショートヘアの癖っ毛の持ち主。あむに憧れており、出会いを通じてガーディアン見習いとなる。
多少無鉄砲で落ち着きがなくおっちょこちょいで早とちりもするが、電柱に生えていた花に水をやったり、大木から降りられなくなった猫を救う為に自ら木をよじ登っていったりと、基本的に心優しく明るい少女。当初は自身はキャラ持ちでないにもかかわらず、しゅごキャラの存在を視認出来たり、×たまの声を聴き心を通わすことが出来るという能力を持っており、あむ達と知り合う以前から大量の×たまを自室に匿っていた。物事を心から楽しむ純粋さを持ち、水鉄砲や遊園地のコーヒーカップなどを本気でやり込んだりする。家ではナマズを飼っている。
「しゅごキャラ!!! どっきどき」第15話にてたまごが生まれ、20話にて「あむのように落ち着いた人になりたい」との強い思いからほたるが誕生した（ただし、あむ自身もおっちょこちょいな面があり、彼女自身も何度か目撃してはいるが、初対面の時の印象が特に強く影響している）。
23話において些細な行き違いから×たま達の脱走および暴走事件を引き起こし、自ら破裂する×たまを目の当たりにする事態に直面する。24話にて自分の行動で他の人の心を傷つけることがあることを痛感、それでも×たま達を守りたいという強い思いで破裂しそうなほど悲しみを抱えている×たまを涙ながらに抱き抱えた時、ついにほたるとのキャラなりを果たし「ピュアフィーリング」となった。アミュレットダイヤとの共同であるがオープンハートも披露した。
25話においてガーディアンのケープを授かり、正式に次期Qチェアとなった。
ほたる
声 - 佐藤聡美
「しゅごキャラ!!! どっきどき」から登場したアニメオリジナルキャラクター。りっかのしゅごキャラ。沈着冷静、何事にも基本的に取り乱したりせずに落ち着いて対処するが極度の高所恐怖症である。先端にシンボルが付いた尻尾が生えている。
ピュアフィーリング
ほたるとのキャラなり。アミュレットダイヤを彷彿させるデザインの衣裳を身に纏う。×たまの暴走を沈める力を持ちあむのキャラなりに近い浄化能力を持っているが、彼女は壊れた×たまをも復元するほどの力がある。あむと協力することでオープンハートを使用できる。
天河 司（あまかわ つかさ）
声 - 石田彰
聖夜小ガーディアンの初代Kチェアで、ガーディアンの設立者。アルバイトでプラネタリウムの管理をしている青年。顔は唯世とそっくり。また駆け出しの作家を自称し、『こころのたまご』という絵本の作者でもある。代々聖夜学園の理事長職を継ぐ家系であり、彼も現理事長を務める。辺里家の血縁者で、瑞恵を「義姉さん」と呼ぶ。雑誌「プチレモン」ではカリスマ占い師「ルイ・アントワーヌ・TSUKASA」として登場し、人気を博している。
かつて「ハンプティ・ロック」を持っていたと思われ、嘘は言わないが明言もしない。常に星の動きを読み未来を予見し、作中の謎に関わる部分を知っているかのような態度や発言を度々している。あむにそれとなく助言をしたり、イクトに「イースター側に居るべきではない」とやんわりと説得しようとしたり、なぎひこの悩み解決の糸口が見つかるかもしれないとJチェアに就任するよう勧めたりと何かと子供達を気遣っている。驚くほどずさんな一面もあり、ヨーロッパ周遊の際に財布を掏られた折は、その時の連れであった幼いイクトがバイオリンを弾いて旅費を稼いだこともある。
大の猫好きで、煮干しと猫じゃらしは常に携帯している。特にイクトの猫耳がお気に入り。得意技は唯世と同じく「キラキラ光線」。イクトに言わせると「唯世ぶりっこ」。唯世同様、女性にのみ有効な技の様子。
イクトが幼かった頃、彼が身を寄せていた辺里家から姿を消すという事件を起こした張本人。当時或斗失踪に加え、周囲の環境や或斗への整理出来ない感情に苛まれていたイクトを想い、「彼の真意を見つけにいこう」と誘い出してヨーロッパに連れて行ったとの事であった。しかし唯世には「誘拐と変わりない」と突っ込まれ、また本人も相違ないと認めている。星を見て何でも分かってしまうため彼が動揺することはほとんどないと思われるが、イクトがヨーロッパから連れ戻される時は珍しく動揺していた。

## 関連事項
ロイヤルガーデン
聖夜学園内にあるガーディアンがお茶会や会議を行う場所。普通の生徒は入ることができず、学校の中とは思えないほど豪華で、薔薇など様々な花が咲き乱れ、噴水から流れ出す水による水路もある。
ロイヤルケープ
ガーディアンが着用するケープ。男子用は青のチェック、女子用は赤のチェックと制服に合わせた色をしている。公式行事では必ず着用する事になっているが、あむだけは「自分のファッション哲学に反する」として着用を拒否している。ただし6年生の始業式のみダイヤのたまごに×を付けたことを隠している後ろめたさから着用した。あむのみケープにしゅごたま入れがついている（3つのたまごがあったが、アニメ版では就任時にしゅごたまポーチを渡されたため、これが付いていない）。